# Себаштіан
Себаштіа́н (порт. Sebastião; 20 січня 1554 — 4 серпня 1578) — король Португалії (1557—1578). Представник Авіської династії. Народився у Лісабоні, Португалія. Син португальського принца Жуана-Мануела й кастильської інфанти Хуани. Онук португальського короля Жуана ІІІ. Ріс без батьків, виховувався під наглядом бабусі-регентші Катерини. Успадкував престол у 3-річному віці після смерті діда (1557). Був побожним, аскетичним і войовничим. Самостійно правив з 14 років (1568). Реформував систему управління й військо, прийняв «Себаштіанський кодекс» (1569). Заборонив работоргівлю індіанцями у Бразилії (1570). Запровадив систему комунальних зерносховищ для порятунку бідних селян (1576). Був патроном наук і мистецтв, допомагав Луїшу де Камойншу, який присвятив королю «Лузіади». Сприймався сучасниками як талановитий, харизматичний лідер, здатний примножити славу Португалії. У зовнішній політиці орієнтувався на тісний союз із Римом і Священною Римською імперією. Сподівався відновити португальські форпости на марокканському узбережжі. У зв'язку з цим організував перший похід до Марокко, який завершився безуспішно (1574). Згодом уклав союз із марокканським екс-султаном Мухаммадом ІІ проти його дядька-султана Абда аль-Маліка І (1578). Організував другий похід, який закінчився розгромом португальців у битві при Алкасер-Кібірі. Ймовірно, загинув у бою, хоча його тіла не знайшли. Смерть короля породила месіанську легенду і культ себаштіанізму. Не залишив по собі синів-спадкоємців, внаслідок чого португальський трон перейшов до його двоюрідного діда-кардинала Енріке. Це спричинило династичну кризу в Португалії й призвело до поглинання країни сусідньою Кастилією (1580). Прізвисько — Ба́жаний (порт. o Desejado), Спля́чий (порт. o Adormecido).

## Імена
- Себаштіа́н (порт. Sebastião) — у португальських документах; в історіографії інколи записується як Себаштіа́н I, хоча інших королів із цим іменем не було.
- Себаштіа́н Ба́жаний (порт. Sebastião, o Desejado) — за прізвиськом, як довгоочікуваний онук-спадкоємець Жуана ІІІ, сини якого передчасно померли.
- Себаштіа́н Спля́чий (порт. Sebastião, o Adormecido) — за прізвиськом, як сплячий міфічний герой, який згодом врятує свою державу.
- Себаштіа́н Схований (порт. Sebastião, o Encoberto) — за прізвиськом.
- Себастіа́н, або Себастья́н (лат. Sebastianus, ст.-порт. Sebastiam, ісп. Sebastián) — в латинських, іспанських і старопортугальських документах.

## Біографія

### Молоді роки

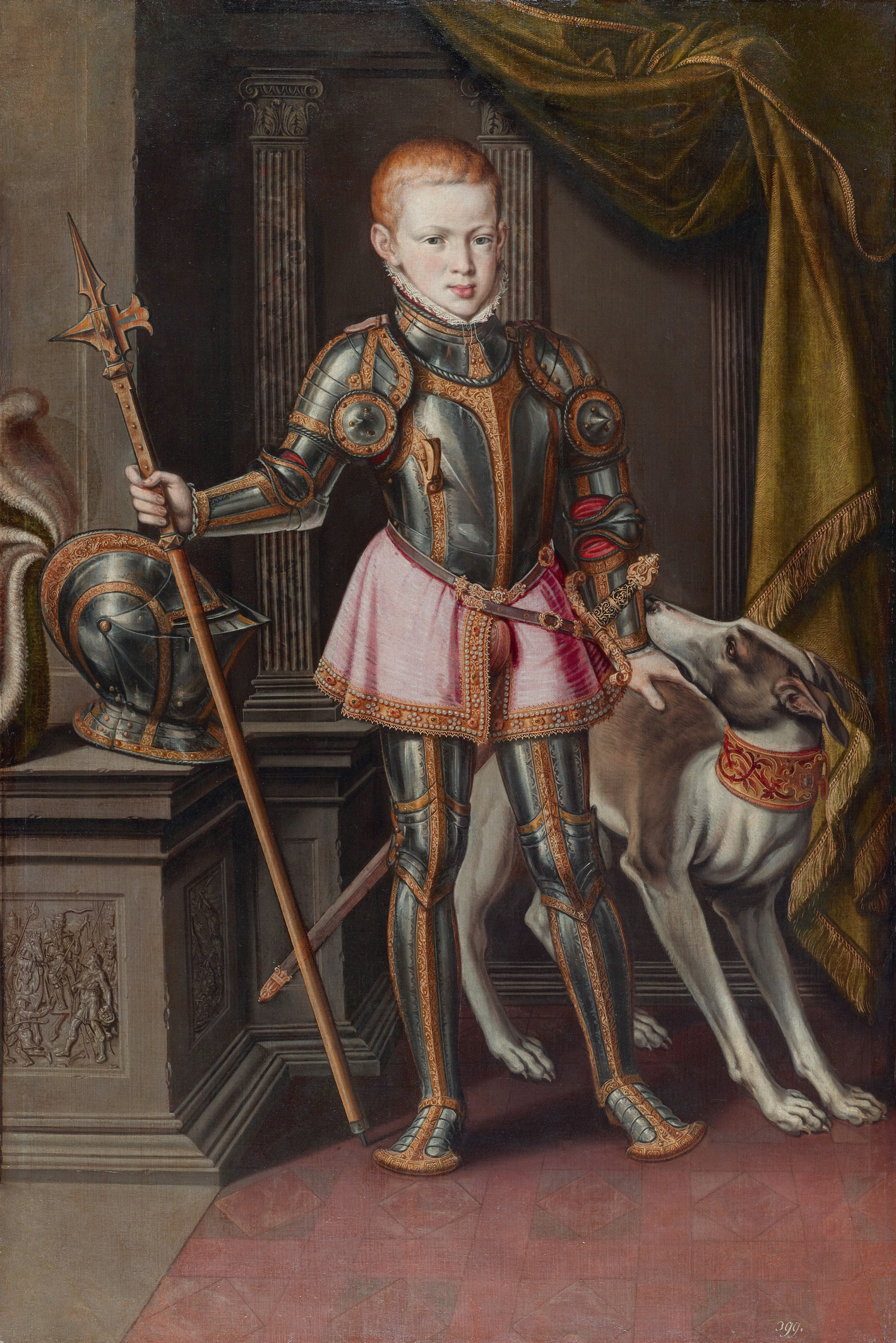
Принц Себаштіан (1562, А. С. Коелю)

Себаштіан народився вранці 20 січня 1554 року в Лісабоні. Він був єдиним сином португальського інфанта, спадкоємця трону Жуана-Мануела з Авіської династії й кастильської інфанта Хуани з Габсбурзького дому. Хлопчика назвали на честь святого Севастіана, день пам'яті якого припав на день його народження. З батьківського боку Себаштіан був онуком португальського короля Жуана ІІІ; а з боку матері — онуком імператора Карла V.
Дитинство і юність Себаштіана пройшли без батьківської ласки й опіки. Жуан-Мануел, від якого він успадкував титул престолонаслідника, помер за декілька тижнів до його народження. 17 травня того ж року хлопчик лишився без матері, яка повернулася до Кастилії, аби стати регентом при Карлі V; відтоді вона ніколи не бачила сина. Фактично вихованням Себаштіана займалася його бабуся, португальська королева Катерина.
11 червня 1557 року після смерті Жуана ІІІ новим королем Португалії став 3-річний Себаштіан. Регентом при ньому обрали бабусю-королеву Катерину, а з 1562 року — двоюрідного діда-кардинала Енріке.
З 1559 року наставником і охоронцем Себаштіана став Алейшу де Мінезіш, досвідчений ветеран і дипломат. Він був креатурою Катерини, яка намагалася таким чином контролювати свого онука. Розповіді наставника про подвиги португальців у Африці та Індіях формували світогляд молодого короля. Мріючи перевершити своїх предків, Себаштіан змалечку займався військовими вправами, полюванням, їздою верхи. Ще у віці 7 років він забив на ловах свого першого кабана.
Вчителями Себаштіана були єзуїти Луїш Гонсалвіш да Камара й Амадор Ребелу. Вони привчили хлопця до побожності й аскези. Себаштіан щоденно відвідував святу літургію, по суботах бував на двох месах, причащався щотижня, брав участь у всіх релігійних святах і дотримувався постів. Одного разу його знайшли перед Розп'яттям в молитві навколішки, у сльозах: хлопець благав Господа призначити його своїм паладином. Єзуїти також привчили Себаштіана до нотування своїх думок і вчинків, та рефлексії. Завдяки цьому король залишив по собі багато писемних матеріалів.
Загалом Себаштіан був веселим і енергійним юнаком. Як повідомляють тогочасні джерела, його постать нагадувала греко-римського бога — високий, худорлявий блондин, що мав неабияку фізичну силу й відзначався хоробрістю. В дитинстві молодий король був спокійним і слухняним, проте згодом став упертим і запальним.
1565 року Себаштіан сильно захворів. Лікарі діагностували застуду, але вона не проходила, тому виникли побоювання, що недуга може призвести до імпотенції короля. Юнака відвідували вісім медиків, які однак не могли визначити хворобу. Врешті-решт навесні 1566 року матір Себаштіана, інфанта Хуана, надіслала до нього особистого лікаря з Кастилії, що зміг покращити його здоров'я. Тим не менш у січні наступного року Себаштіан відновив виснажливі військові тренування і знову занедужав. У 1569 року хвороба відступила, але повернулася через рік.

### Самостійне правління
У січні 1568 року Себаштіан досяг повноліття і перейняв управління державою від регента Енріке. Спочатку йому допомагала королева-бабуся Катерина, але в квітні 1569 року через особисту неприязнь до неї король звільнив її ставлеників-міністрів в уряді. Він також переніс свою резиденцію до старого Алкасовського палацу, який реставрували поспіхом за 17 днів, витративши 20 тисяч крузадів.
Він укріпив відносини зі Священною Римською імперією, Англією та Францією. Король провів ряд адміністративних, судових та військових реформ у країні. 1568 року він започаткував стипендії для студентів Коїмбрського університету, що хотіли навчатися медицині чи фармацевтиці.
1568 року Себаштіан нагородив бразильських індіанців, що допомагали Португалії у боротьбі проти французів. Зокрема, вождь темімінів Арарібойя отримав від нього землі в районі Гуанабарської затоки. Наступного 1570 року король заборонив продавати у рабство бразильських індіанців, ставитися до них як до рабів або тримати в ув'язнені.
1569 року Себаштіан наказав видати збірку усіх законів й нормативних актів Португальського королівства. Цією роботою займався Дуарте Нунеш де Леан, який упорядкував колекцію «Leis Extravagantes», відому як «Себаштіанів кодекс» (Código Sebastiânico). Одночасно з цим король прийняв військовий статут, так званий «Військовий закон» (Lei das Armas), що ліг в основу організації тогочасного португальського війська.
У травні 1569 року в Лісабоні спалахнула епідемія чуми, яка лютувала до осені й забрала тисячі життів. Себаштіан покинув столицю, перенісши свій двір до Сінтри, а згодом — до Алкобаси. Одночасно, він запросив севільських лікарів для приборкання пошесті, а також збудував у столиці 2 шпиталі для догляду за хворими містянами. Окремо для лісабонських вдів і сиріт було споруджено притулок Святої Марії та дитячий притулок. Епідемія вщухла у листопаді того ж року, проте Себаштіан не повертався до столиці до весни 1570 року. Незабаром він знову переїхав до Сінтрського палацу.
До чуми Себаштіан планував сформувати Лісабонську міліцію для захисту столиці від потенційного вторгнення протестантів. У жовтні 1570 року перші 20 рот ополчення пройшли королівський огляд.
Наприкінці 1570 року, за порадою дядька-кардинала Енріке та членів королівської ради, Себаштіан вирушив у подорож Північною Португалією. Він побував у Батальському монастирі, де наказав вікрити гробницю Жуана ІІ, в якій віднайшов нетлінні мощі свого предка. Король вклав у руки небіжчика свого меча й змусив авейрівського герцога цілувати його. Себаштіан також вперше відвідав Коїмбрський університет, де прослухав декілька лекцій.
1570 року португальці відбили напад індійських армій на Гоа в Індії.
Себаштіан був покровителем мистецтв і наук. Зокрема, 1572 року португальський поет Луїш де Камоенш присвятив йому свою поему «Лузіади». Твір став дуже популярним у Португалії та за її межами, за що його автор був удостоєний королівської пенсії. Себаштіан також протегував математику і космографу Педру Нунешу, який склав свій трактат «Petri Nonii Salaciensis Opera».
1573 року Себаштіан заклав Королівську базиліку в Каштру-Верде на пам'ять про легендарну битву при Оріке.
1575 року король уніфікував систему мір для твердих і рідких товарів, а також законодавчо закріпив статус державних слуг.
1576 року Себаштіан започаткував мережу комунальних амбарів. Її метою була профілактика голоду й неврожаю, допомога бідним селянам, кредитування землеробів, надання позик зерном тощо. Селяни мали право не повертати борги доти, допоки не позбулися збитків і не відновили власного господарства.
1577 року Себаштіан видав ординацію «Про новий порядок судочинства, скорочення вимог і їх виконання» (Da nova ordem do juízo, sobre o abreviar das demandas, e execução dellas). Вона зменшувала час ведення судових справ, регулювала дії адвокатів, писарів й судових службовців, а також передбачала штрафи за затягування розгляду позовів та судових розслідувань.

### Марокканські походи
У серпні 1574 року Себаштіан зненацька оголосив свій перший похід до Марокко. Планування операції було вкрай недбалим: не вистачало військ, транспорту і провізії. Тим не менш, залишивши регентом в Португалії свого двоюрідного діда-кардинала Енріке, король виїхав до північно-африканської Сеути, а згодом перебрався до Танжеру. Цілі походу були не зрозумілі; Себаштіан лише шукав приводу відзначитися у битві. Він відсторонив від командування усіх критиків експедиції й покладався на запал молодих шляхтичів. Врешті-решт, через зиму, що насувалася, а також тиск найближчого оточення — баби Катерини, кардинала Енріке, кастильського короля Філіпа II, наставника-єзуїта Луїша, Себаштіан був змушений безрезультатно повернутися на батьківщину. Ніби виправдовуючи свою авантюру, він написав про неї довжелезний звіт.
Коли в Марокко знов виникла боротьба за престол, Себаштіан прийшов на допомогу вигнанцю Мухаммаду ІІ. Військо короля Португалії складалося з іспанців, португальців, німецьких та італійських найманців. При Алкасер-Кебір військо Себастьяна було розбите; він сам загинув, але труп його не було знайдено, внаслідок чого пізніше об'явилися аж чотири самозванці — серед них найбільший успіх мав четвертий, який виринув за 29 років по смерті короля Себастьяна.

## Родина
Дружина: не було
Діти: не було

## Оцінки
Британський історик Гарольд Лівермор оцінював Себаштіана негативно як «лицаря-шибайголову, чиє марнославство, впертість і аскетизм довели державу до катастрофи».

## Титул
- порт. Dom Sebastiam per graça de deos Rey de Portugal e dos Algarves daquem e dallem maar em Africa, senhor de Guiné e da conquysta navegaçam, commercio d'Etiopya Arabia Persia e da India, etc.[9][10]
- Пан Себаштіан, милістю Божою, Король Португалії й обох Алгарве, сьогобічного і заморського в Африці, господар Гвінеї і завоювань, навігації та комерції в Ефіопії, Аравії, Персії й Індії, і т. д.

## У культурі

### Образотворче мистецтво

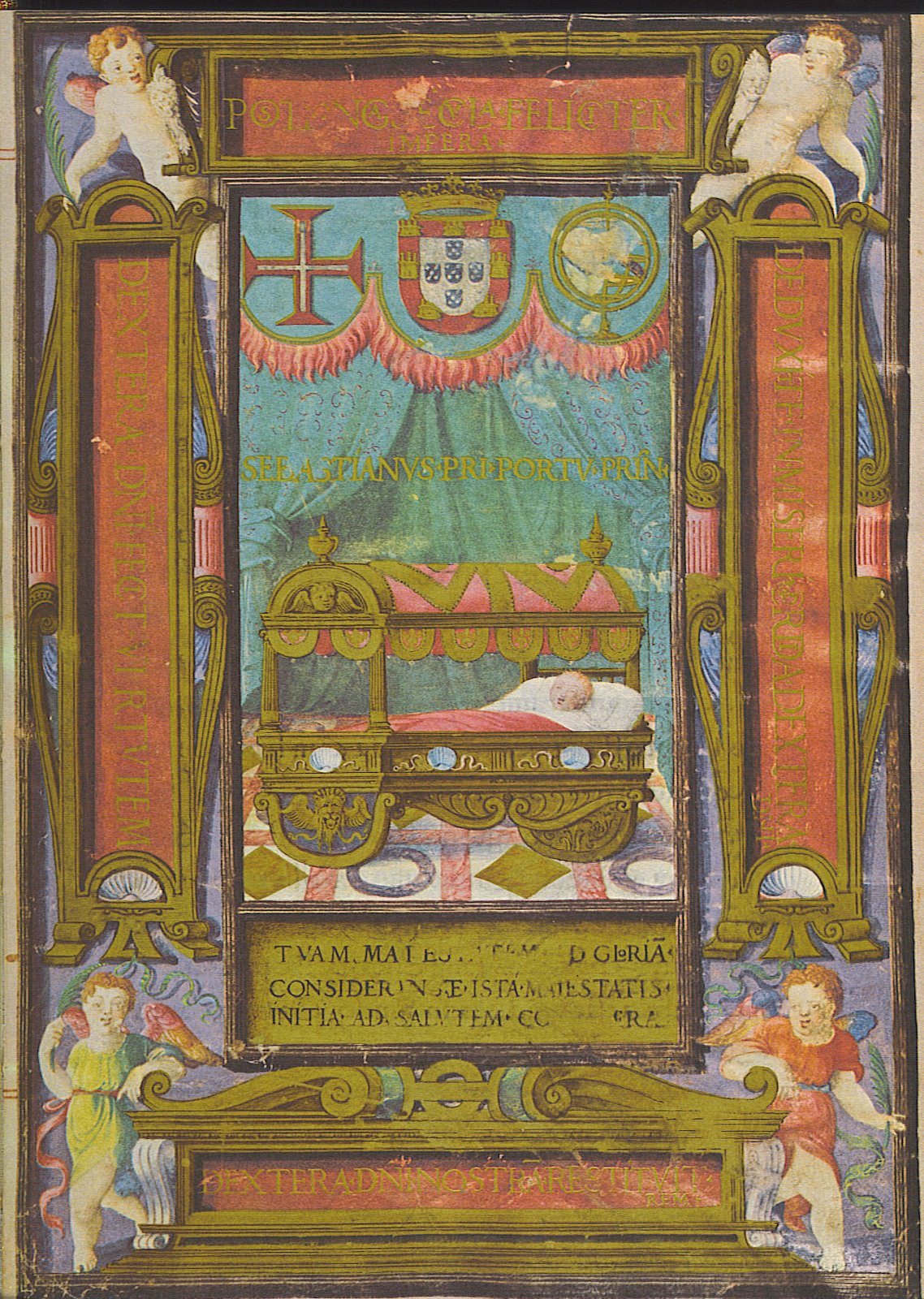
1554, А. Голландець
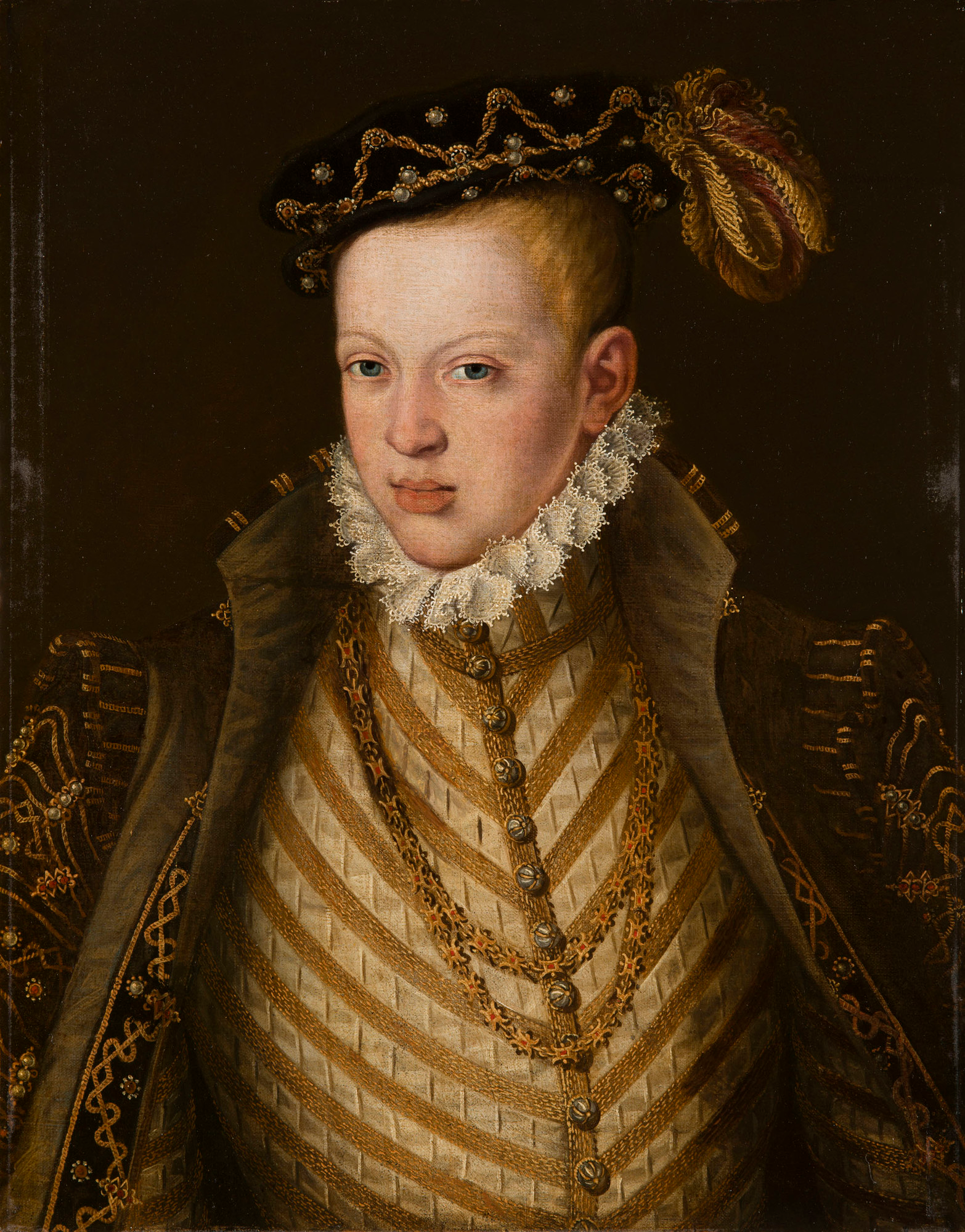
1565, К. де Морайш
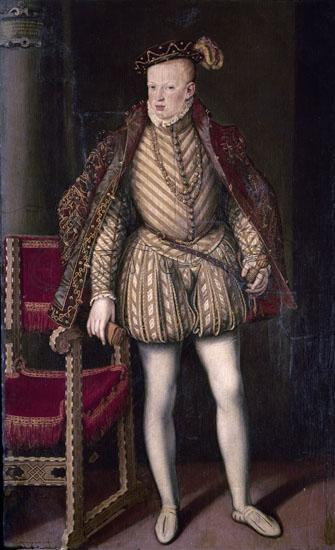
1565, К. де Морайш
1571, К. де Морайш
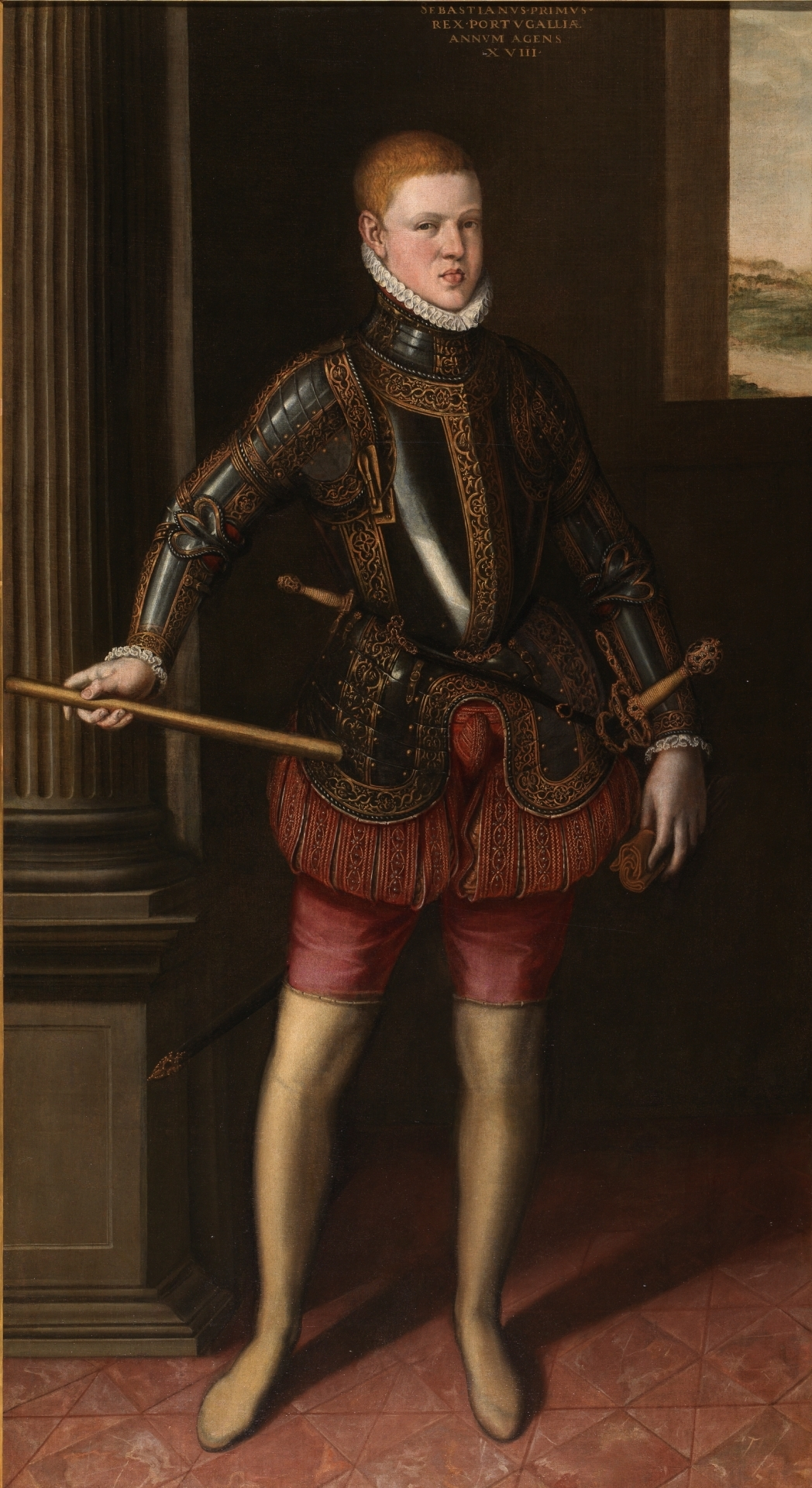
1572, К. де Морайш
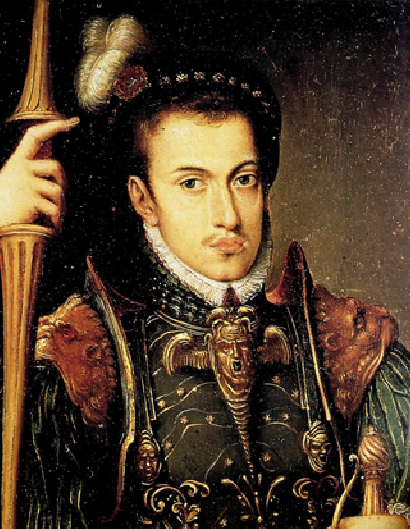
1572
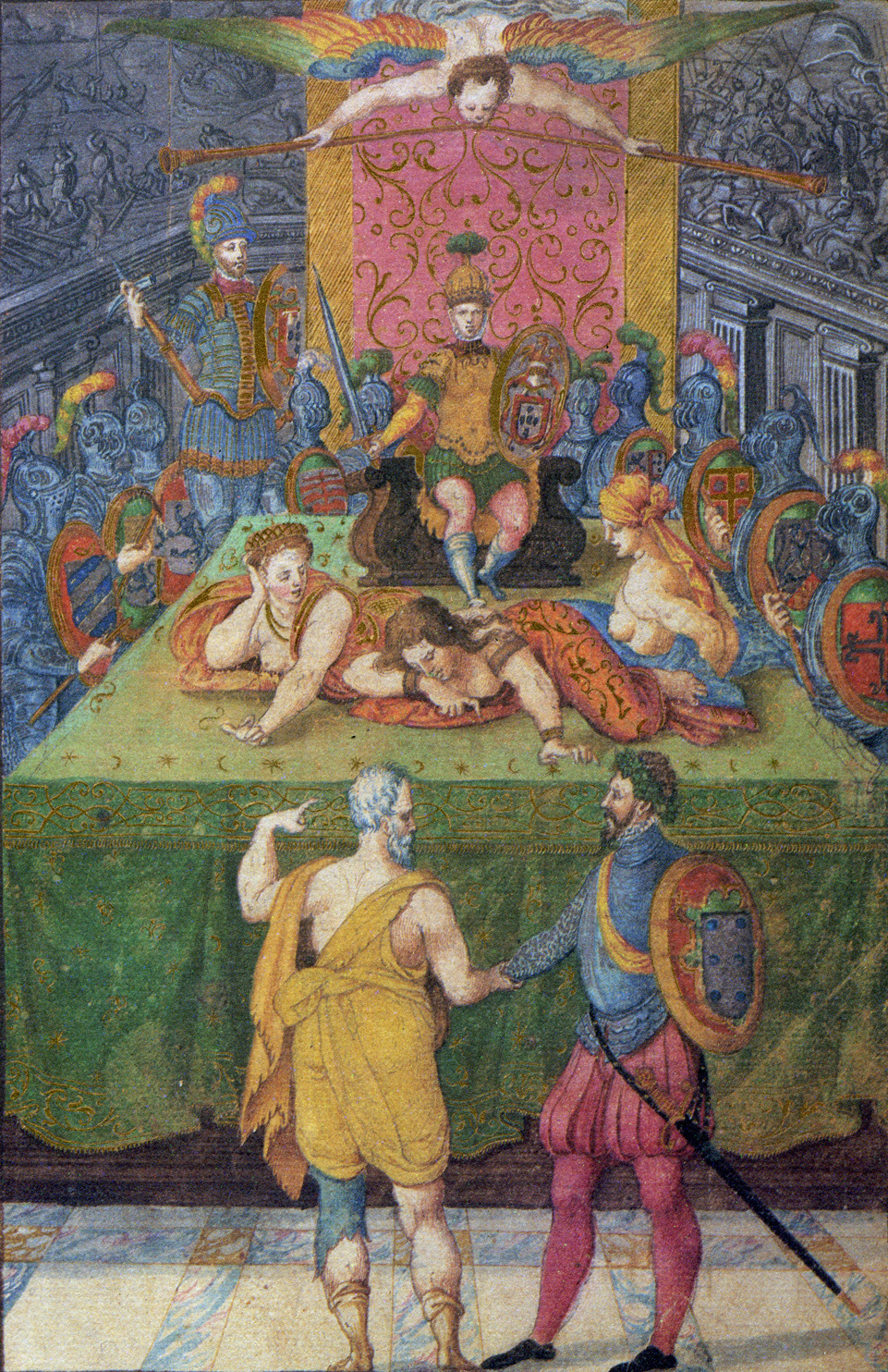
1574, Є. Корте-Реал
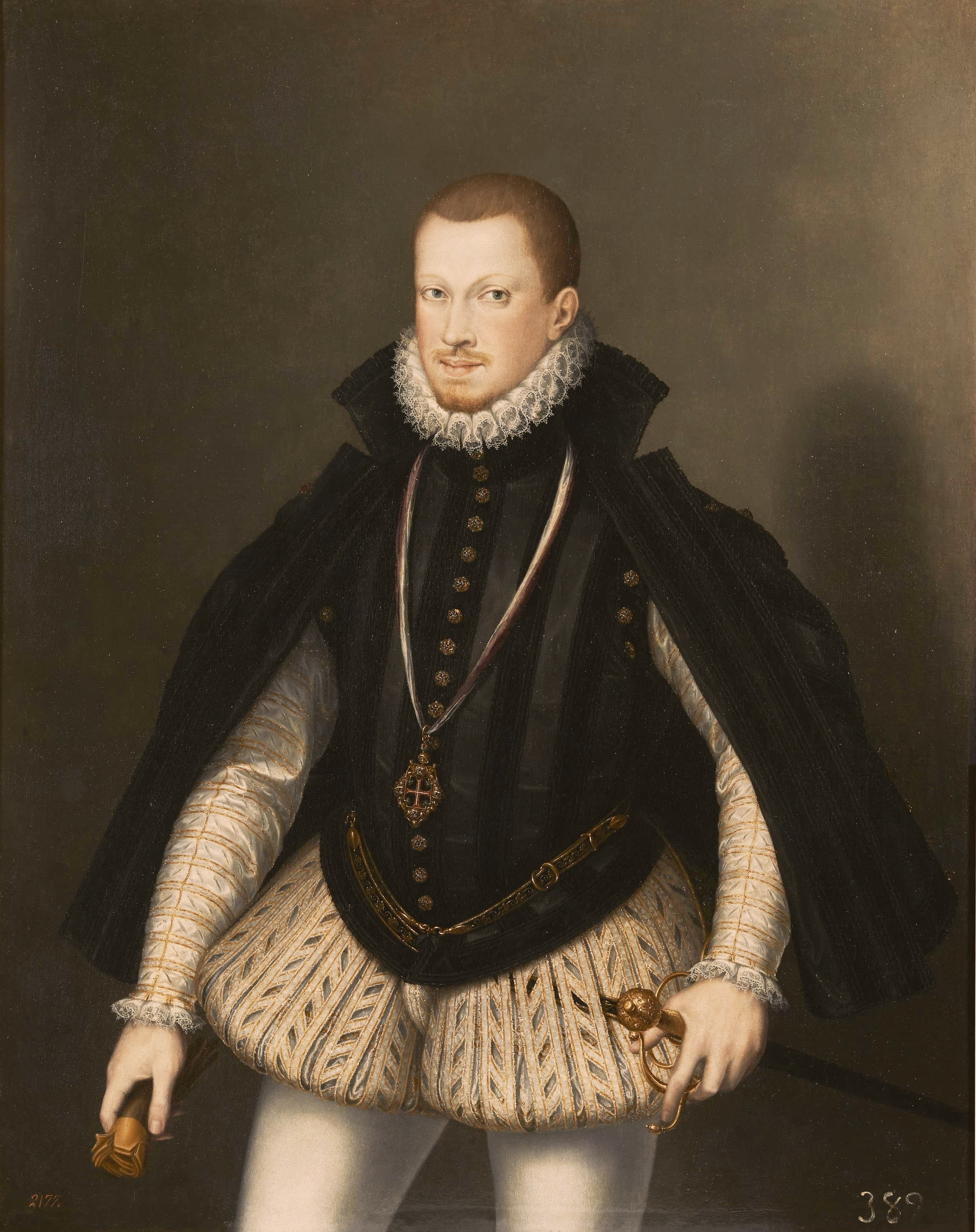
1575, А. С. Коелю
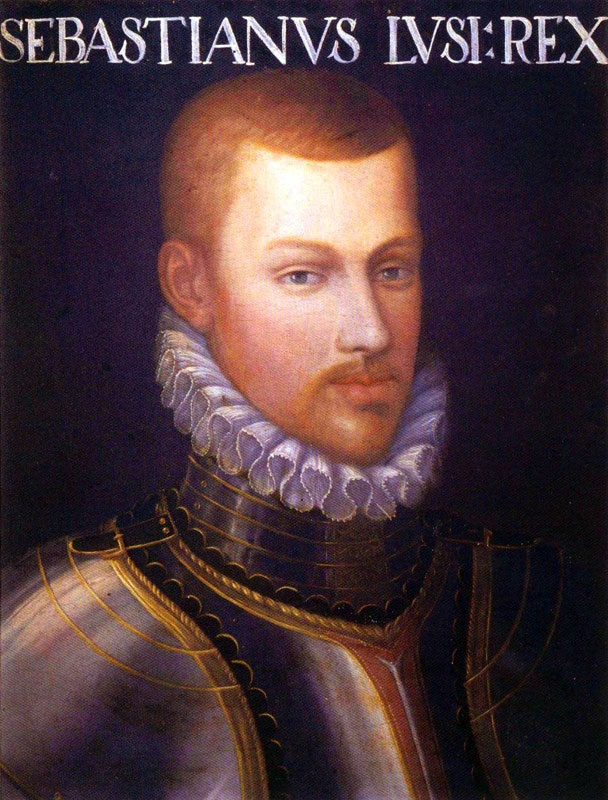
1578
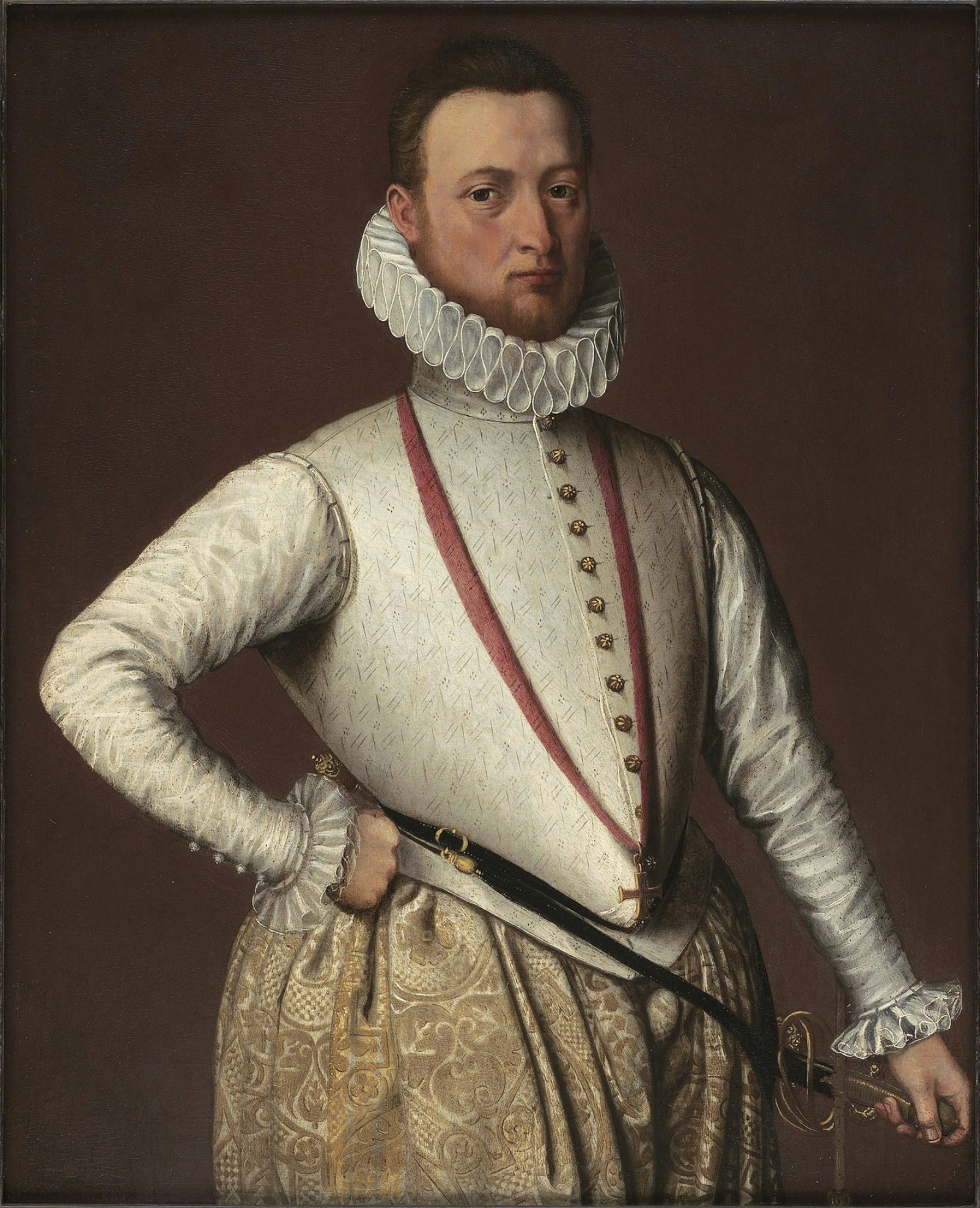
1578, П. Пурбус
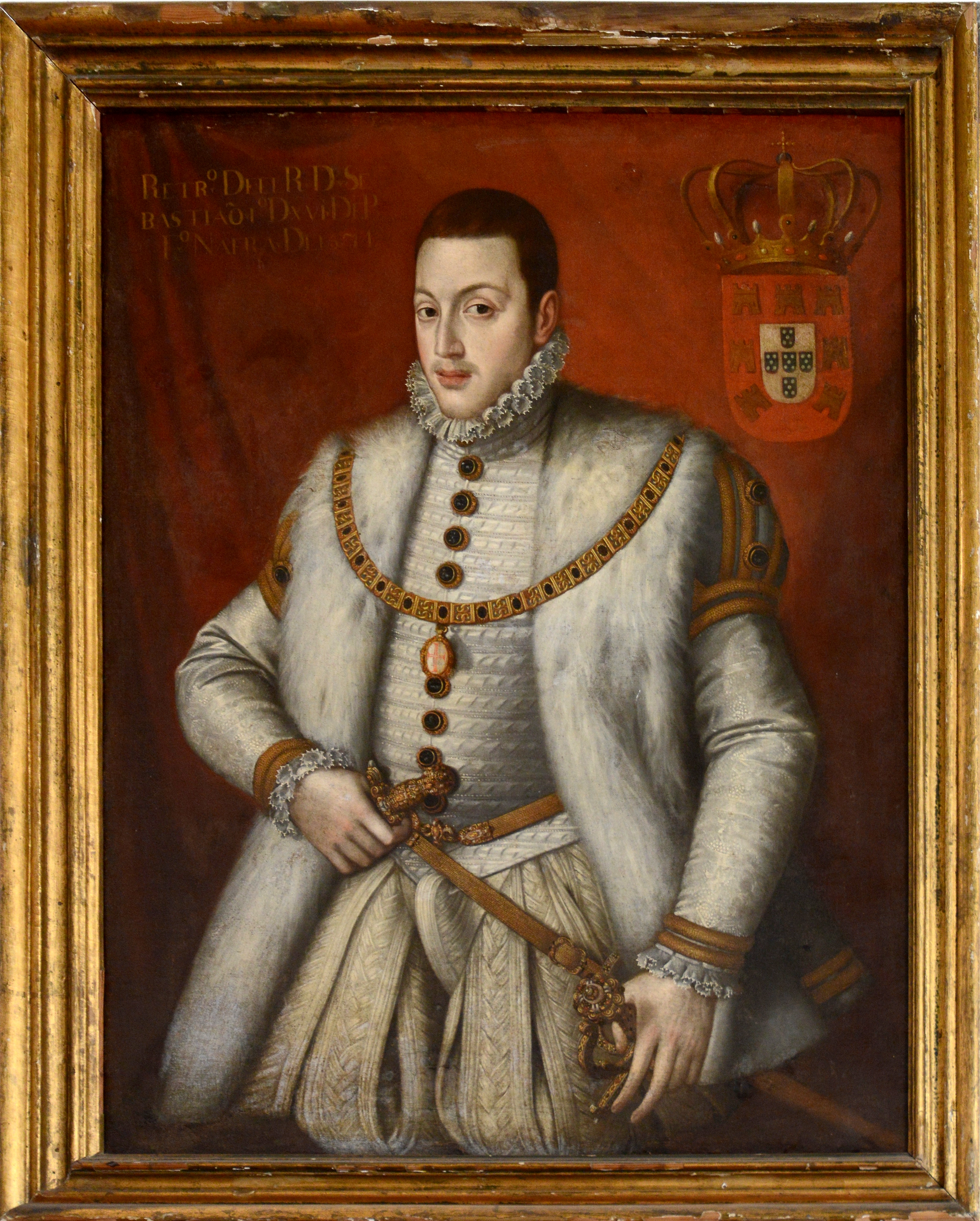
XVI ст.
1614, Е. Метерен
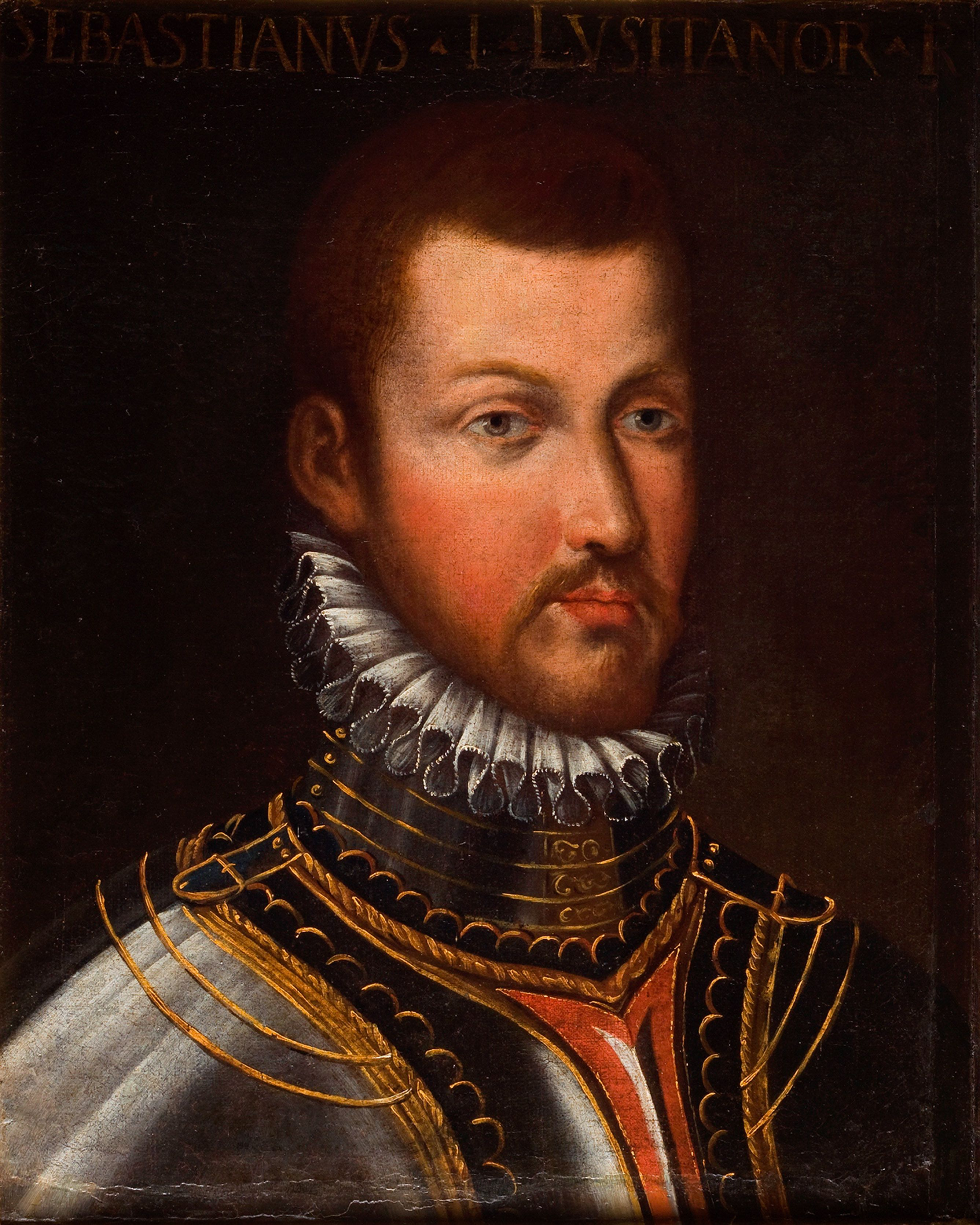
XVII ст.
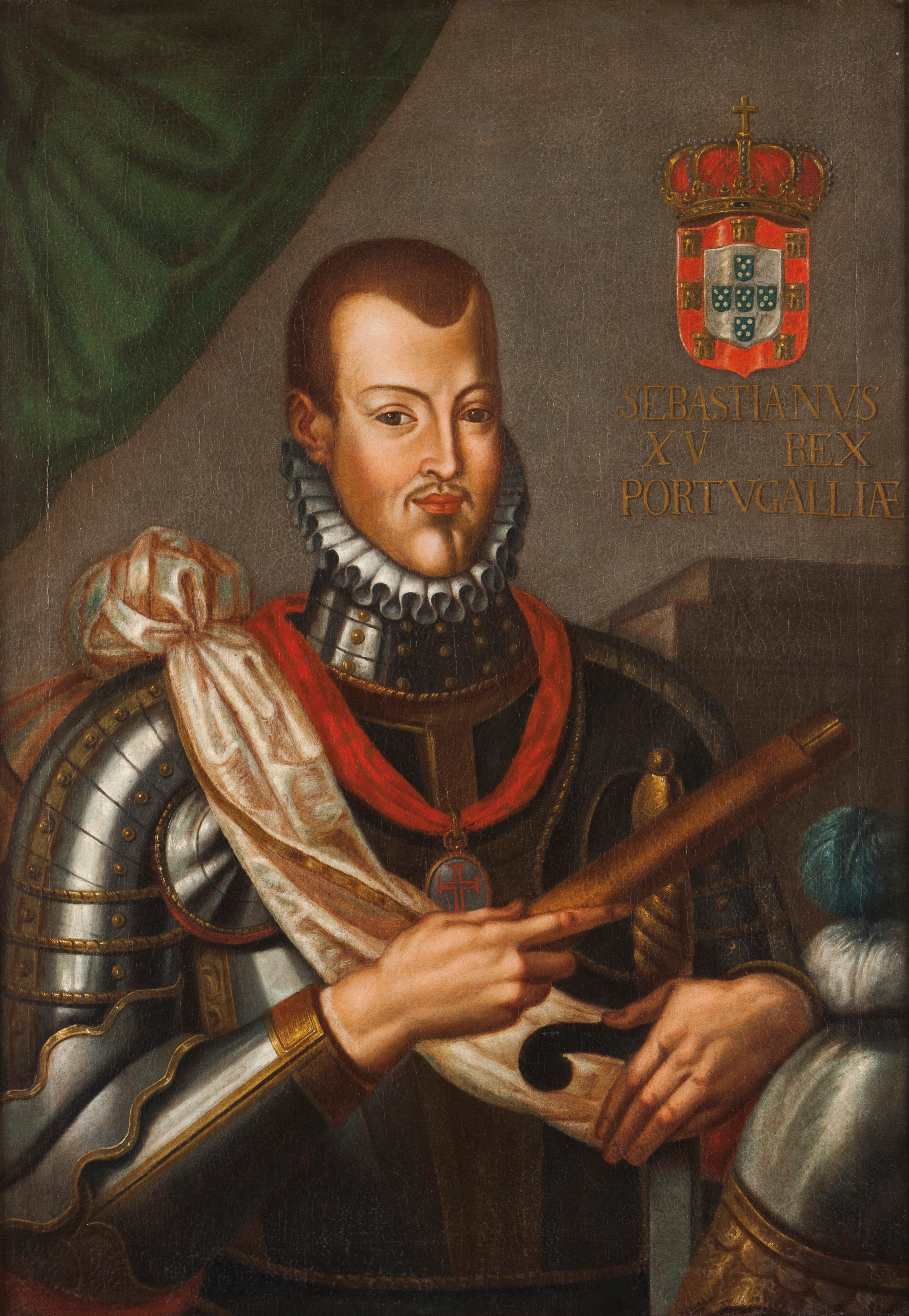
XVIII ст.
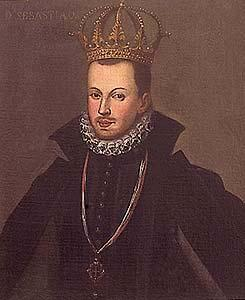
XVIII ст.
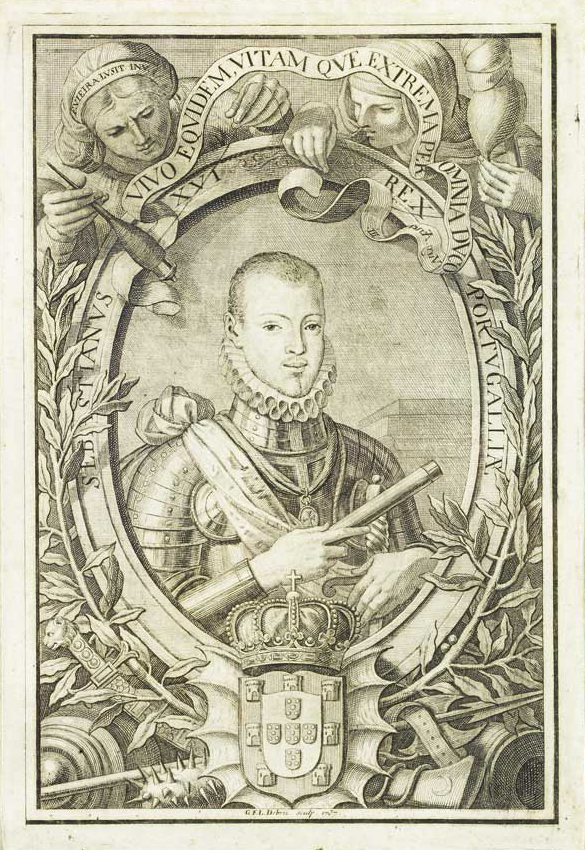
1737, Г. Дербі
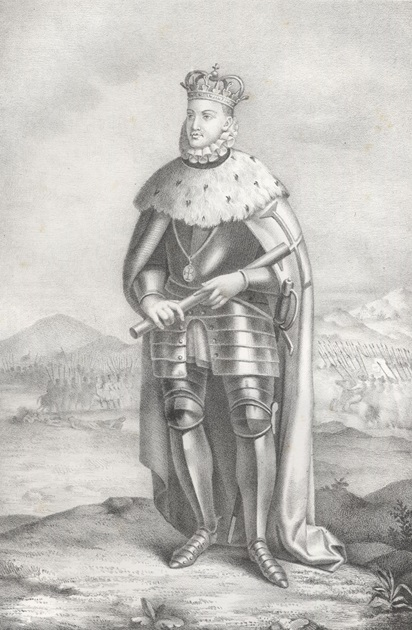
1870, Ф. Серрано
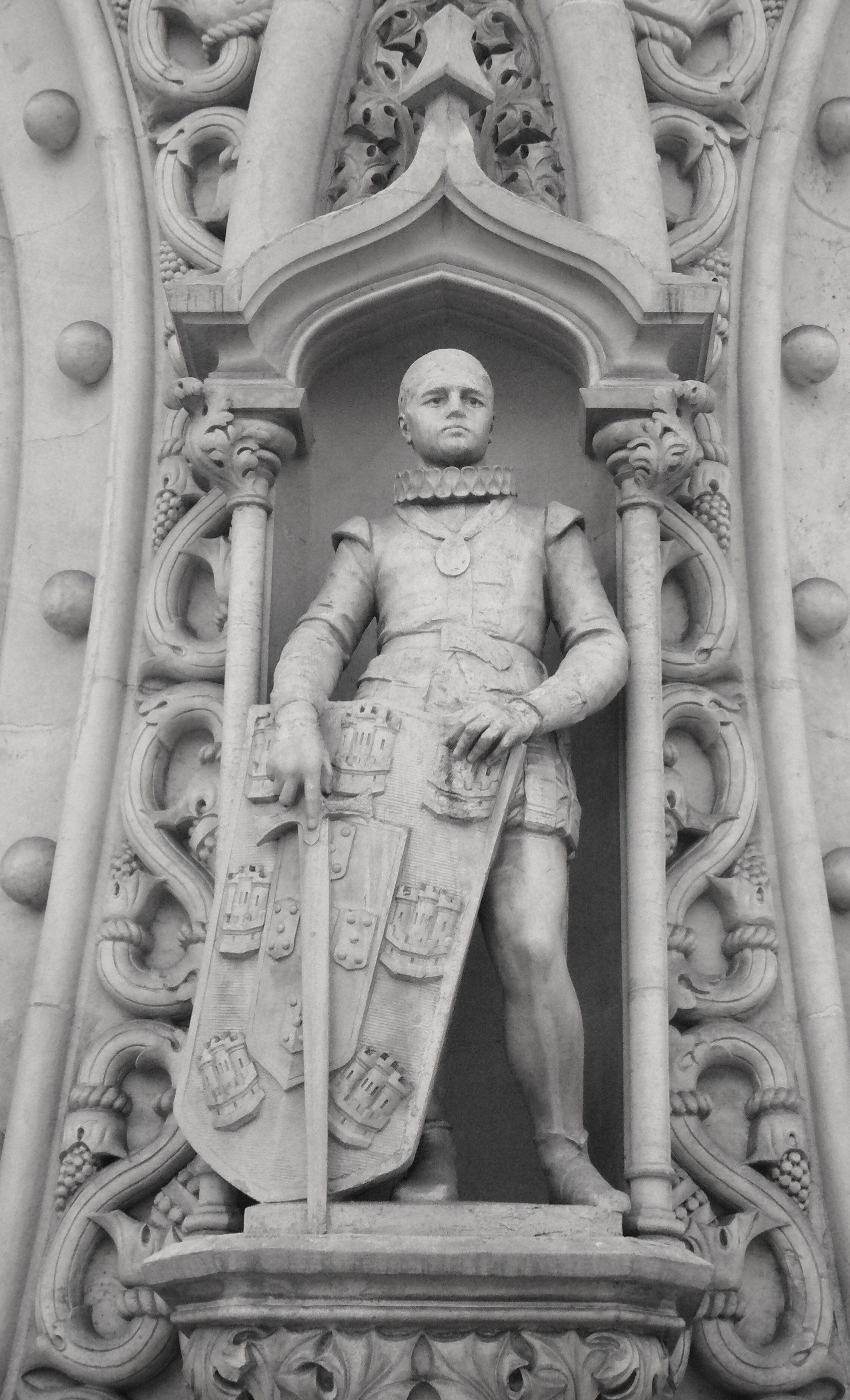
Россіу, Лісабон
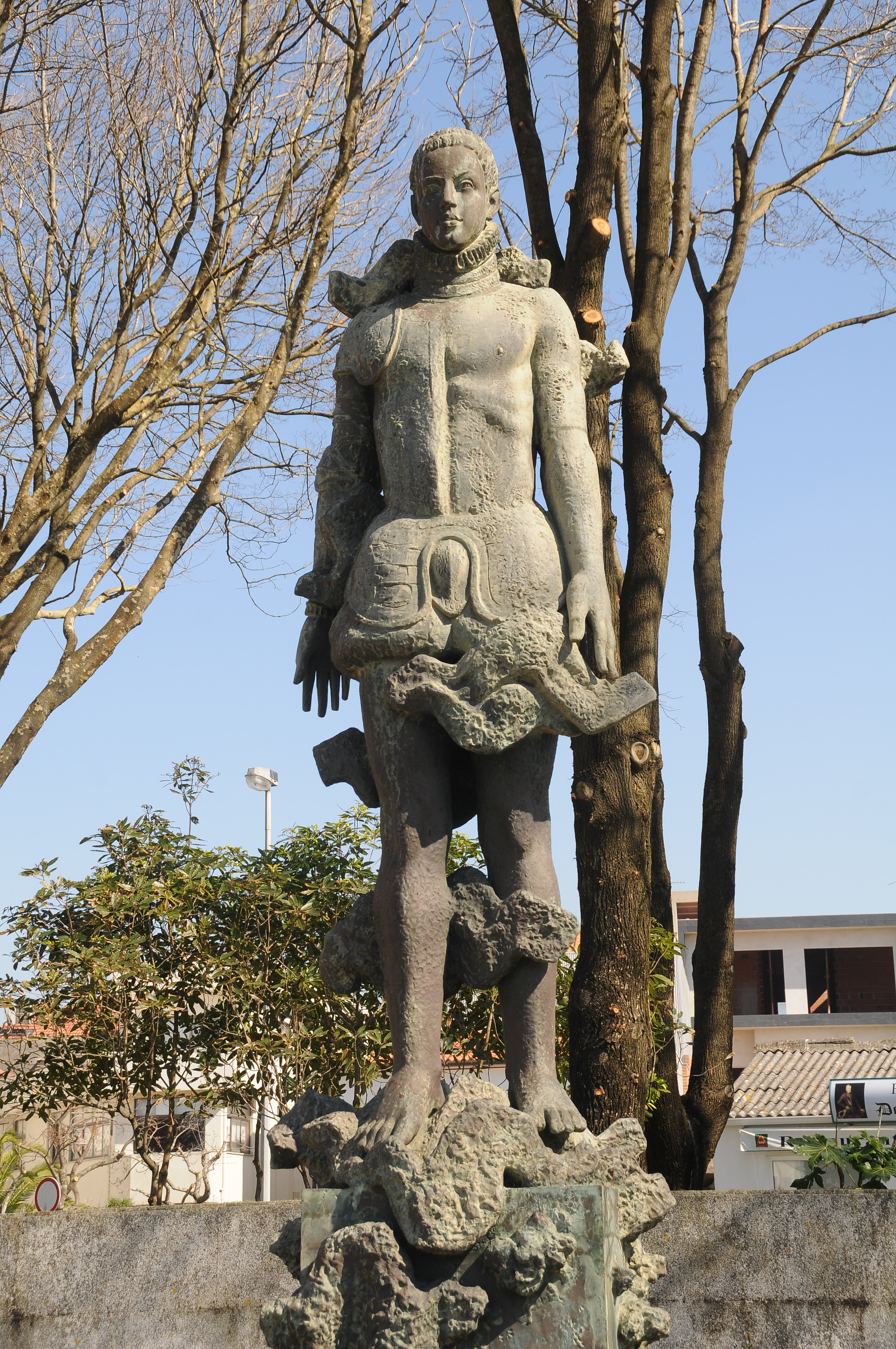
Ешпозенде

### Кіно
- 1990: Битва трьох королів